# Una ventana al éxito
Una ventana al éxito es una película musical de Argentina en blanco y negro dirigida por Enrique de Rosas (hijo) según el guion de Omar C. Nigro que se estrenó el 28 de septiembre de 1966 y que tuvo como protagonistas a Juan Ramón, Antonio Barros, Ana Veronese y Horacio Bruno.También fue un programa de concurso de canto, como "Balcón a la fama".

## Sinopsis
La suerte de un humilde mecánico y su novia maestra que enseña en un tranvía y está por perder la vista cambia cuando un cazador de talentos lo promueve como cantor, compra una escuela y paga la operación.

## Reparto
- Juan Ramón
- Antonio Barros
- Ana Veronese
- Horacio Bruno
- Juan Carlos Mareco
- Hugo Marcel
- Simonette
- Los Cinco del Ritmo
- Los Iracundos
- José Antonio
- Johnny Tedesco
- Nicky Jones
- Lalo Fransen
- Chacho Santa Cruz
- Johnny Allon
- Diana Díaz
- Viviana Mechitas
- Los Cruceños
- Delmo Vani
- Carlos Baima
- Juan D'Arienzo
- Osvaldo Ramos
- Armando Laborde
- Chiquita Saldí
- Alfonso Pisano
- Mario Savino
- Los Chalchaleros
- Juan Carlos Saravia ("Los Chalchaleros")
- Polo Román ("Chalchaleros")
- Dicky Dávalos ("Los Chalchaleros")
- Ernesto Cabeza ("Los Chalchaleros")
- Hernán Pereira
- José Alfredo Fuentes

## Comentarios
El Mundo opinó:

”Una absoluta simplicidad de recursos”.

Manrupe y Portela escriben:

”Una ventana al éxito fue uno de los últimos programas de radio de real suceso masivo. Su creador Antonio Barros aparece en esta película como un “hada protector” para salvar a Juan Ramón. No lo logra con la película”.